# 24 ur Le Mansa 1993
24 ur Le Mansa 1993 je bila enainšestdeseta vzdržljivostna dirka 24 ur Le Mansa. Potekala je 19. in 20. junija 1993.

## Rezultati

### Uvrščeni
NC = neuvrščeni - niso prevozili 70% razdalje zmagovalca, DNF = odstop, DNS = niso štartali
| Poz    | Razred | Št | Moštvo                                        | Dirkači                                                  | Šasija                             | Gume | Krogi |
| Poz    | Razred | Št | Moštvo                                        | Dirkači                                                  | Motor                              | Gume | Krogi |
| ------ | ------ | -- | --------------------------------------------- | -------------------------------------------------------- | ---------------------------------- | ---- | ----- |
| 1      | C1     | 3  | Peugeot Talbot Sport                          | Eric Hélary Christophe Bouchut Geoff Brabham             | Peugeot 905 Evo 1B                 | M    | 375   |
| 1      | C1     | 3  | Peugeot Talbot Sport                          | Eric Hélary Christophe Bouchut Geoff Brabham             | Peugeot SA35 3.5L V10              | M    | 375   |
| 2      | C1     | 1  | Peugeot Talbot Sport                          | Thierry Boutsen Yannick Dalmas Teo Fabi                  | Peugeot 905 Evo 1B                 | M    | 374   |
| 2      | C1     | 1  | Peugeot Talbot Sport                          | Thierry Boutsen Yannick Dalmas Teo Fabi                  | Peugeot SA35 3.5L V10              | M    | 374   |
| 3      | C1     | 2  | Peugeot Talbot Sport                          | Philippe Alliot Mauro Baldi Jean-Pierre Jabouille        | Peugeot 905 Evo 1B                 | M    | 367   |
| 3      | C1     | 2  | Peugeot Talbot Sport                          | Philippe Alliot Mauro Baldi Jean-Pierre Jabouille        | Peugeot SA35 3.5L V10              | M    | 367   |
| 4      | C1     | 36 | Toyota Team Tom's                             | Eddie Irvine Toshio Suzuki Masanori Sekiya               | Toyota TS010                       | M    | 364   |
| 4      | C1     | 36 | Toyota Team Tom's                             | Eddie Irvine Toshio Suzuki Masanori Sekiya               | Toyota RV10 3.5L V10               | M    | 364   |
| 5      | C2     | 22 | Y's Racing Team SARD Co. Ltd.                 | Roland Ratzenberger Mauro Martini Naoki Nagasaka         | Toyota 93C-V                       | D    | 363   |
| 5      | C2     | 22 | Y's Racing Team SARD Co. Ltd.                 | Roland Ratzenberger Mauro Martini Naoki Nagasaka         | Toyota R36V 3.6L Turbo V8          | D    | 363   |
| 6      | C2     | 25 | Nisso Trust Racing Team                       | George Fouché Eje Elgh Steven Andskär                    | Toyota 93C-V                       | D    | 358   |
| 6      | C2     | 25 | Nisso Trust Racing Team                       | George Fouché Eje Elgh Steven Andskär                    | Toyota R36V 3.6L Turbo V8          | D    | 358   |
| 7      | C2     | 21 | Obermaier Racing GmbH                         | Otto Altenbach Jürgen Oppermann Loris Kessel             | Porsche 962C                       | G    | 355   |
| 7      | C2     | 21 | Obermaier Racing GmbH                         | Otto Altenbach Jürgen Oppermann Loris Kessel             | Porsche Type-935 3.0L Turbo Flat-6 | G    | 355   |
| 8      | C1     | 38 | Toyota Team Tom's                             | Geoff Lees Jan Lammers Juan Manuel Fangio II             | Toyota TS010                       | M    | 353   |
| 8      | C1     | 38 | Toyota Team Tom's                             | Geoff Lees Jan Lammers Juan Manuel Fangio II             | Toyota RV10 3.5L V10               | M    | 353   |
| 9      | C2     | 18 | Joest Porsche Racing                          | Bob Wollek Henri Pescarolo Randy Meixner                 | Porsche 962C                       | G    | 351   |
| 9      | C2     | 18 | Joest Porsche Racing                          | Bob Wollek Henri Pescarolo Randy Meixner                 | Porsche Type-935 3.0L Turbo Flat-6 | G    | 351   |
| 10     | C2     | 14 | Courage Compétition                           | Derek Bell Lionel Robert Pascal Fabre                    | Courage C30LM                      | G    | 347   |
| 10     | C2     | 14 | Courage Compétition                           | Derek Bell Lionel Robert Pascal Fabre                    | Porsche Type-935 3.0L Turbo Flat-6 | G    | 347   |
| 11     | C2     | 13 | Courage Compétition                           | Pierre Yver Jean-Louis Ricci Jean-François Yvon          | Courage C30LM                      | G    | 343   |
| 11     | C2     | 13 | Courage Compétition                           | Pierre Yver Jean-Louis Ricci Jean-François Yvon          | Porsche Type-935 3.0L Turbo Flat-6 | G    | 343   |
| 12     | C2     | 10 | Porsche Kremer Racing                         | Jürgen Lässig Giovanni Lavaggi Wayne Taylor              | Porsche 962CK6                     | D    | 328   |
| 12     | C2     | 10 | Porsche Kremer Racing                         | Jürgen Lässig Giovanni Lavaggi Wayne Taylor              | Porsche Type-935 3.0L Turbo Flat-6 | D    | 328   |
| 13     | C2     | 11 | Porsche Kremer Racing                         | Andy Evans Tomas Saldaña François Migault                | Porsche 962CK6                     | D    | 316   |
| 13     | C2     | 11 | Porsche Kremer Racing                         | Andy Evans Tomas Saldaña François Migault                | Porsche Type-935 3.0L Turbo Flat-6 | D    | 316   |
| 14     | C2     | 23 | Team Guy Chotard                              | Denis Morin Didier Caradec Alain Sturm                   | Porsche 962C                       | G    | 308   |
| 14     | C2     | 23 | Team Guy Chotard                              | Denis Morin Didier Caradec Alain Sturm                   | Porsche Type-935 3.0L Turbo Flat-6 | G    | 308   |
| 15     | GT     | 47 | Monaco Media International Larbre Compétition | Joël Gouhier Jürgen Barth Dominique Dupuy                | Porsche 911 Carrera RSR            | P    | 304   |
| 15     | GT     | 47 | Monaco Media International Larbre Compétition | Joël Gouhier Jürgen Barth Dominique Dupuy                | Porsche 3.8L Flat-6                | P    | 304   |
| 16     | GT     | 78 | Jack Leconte Larbre Compétition               | Jésus Pareja Jack Leconte Pierre de Thoisy               | Porsche 911 Carrera RSR            | ?    | 301   |
| 16     | GT     | 78 | Jack Leconte Larbre Compétition               | Jésus Pareja Jack Leconte Pierre de Thoisy               | Porsche 3.8L Flat-6                | ?    | 301   |
| 17     | GT     | 65 | Heico Dienstleistungen                        | Ulrich Richter Dirk Rainer Ebeling Karl-Heinz Wlazik     | Porsche 911 Carrera RSR            | Y    | 299   |
| 17     | GT     | 65 | Heico Dienstleistungen                        | Ulrich Richter Dirk Rainer Ebeling Karl-Heinz Wlazik     | Porsche 3.8L Flat-6                | Y    | 299   |
| 18     | GT     | 77 | Scuderia Chicco d'Oro                         | Claude Haldi Olivier Haberthur Charles Margueron         | Porsche 911 Carrera RSR            | P    | 299   |
| 18     | GT     | 77 | Scuderia Chicco d'Oro                         | Claude Haldi Olivier Haberthur Charles Margueron         | Porsche 3.8L Flat-6                | P    | 299   |
| 19     | GT     | 62 | Konrad Motorsport                             | Franz Konrad Jun Harada Antonio Herrmann de Azevedo      | Porsche 911 Carrera RS             | Y    | 293   |
| 19     | GT     | 62 | Konrad Motorsport                             | Franz Konrad Jun Harada Antonio Herrmann de Azevedo      | Porsche 3.8L Flat-6                | Y    | 293   |
| 20     | C2     | 24 | Graff Racing                                  | Jean-Bernard Bouvet Richard Balandras Bruno Miot         | Spice SE89C                        | G    | 288   |
| 20     | C2     | 24 | Graff Racing                                  | Jean-Bernard Bouvet Richard Balandras Bruno Miot         | Ford Cosworth DFL 3.3L V8          | G    | 288   |
| 21     | GT     | 66 | Mühlbauer Motorsport                          | Gustl Spreng Sandro Angelastri Fritz Müller              | Porsche 911 Carrera RS             | P    | 276   |
| 21     | GT     | 66 | Mühlbauer Motorsport                          | Gustl Spreng Sandro Angelastri Fritz Müller              | Porsche 3.6L Flat-6                | P    | 276   |
| 22     | GT     | 40 | Obermaier Racing GmbH                         | Philippe Olczyk Josef Prechtl Gerard Dillmann            | Porsche 911 Carrera 2 Cup          | P    | 274   |
| 22     | GT     | 40 | Obermaier Racing GmbH                         | Philippe Olczyk Josef Prechtl Gerard Dillmann            | Porsche 3.8L Flat-6                | P    | 274   |
| 23     | GT     | 55 | Agusta Racing                                 | Onofrio Russo Riccardo Agusta Paolo Mondini              | Venturi 500LM                      | D    | 274   |
| 23     | GT     | 55 | Agusta Racing                                 | Onofrio Russo Riccardo Agusta Paolo Mondini              | Renault PRV 3.0L Turbo V6          | D    | 274   |
| 24     | LMP    | 33 | Welter Racing                                 | Patrick Gonin Bernard Santal Alain Lamouille             | WR LM93                            | M    | 268   |
| 24     | LMP    | 33 | Welter Racing                                 | Patrick Gonin Bernard Santal Alain Lamouille             | Peugeot 2.0L Turbo I4              | M    | 268   |
| 25     | GT     | 57 | Écurie Toison d'Or                            | Marc Duez Eric Bachelart Philip Verellen                 | Venturi 500LM                      | D    | 267   |
| 25     | GT     | 57 | Écurie Toison d'Or                            | Marc Duez Eric Bachelart Philip Verellen                 | Renault PRV 3.0L Turbo V6          | D    | 267   |
| 26     | GT     | 49 | Team Paduwa                                   | Bruno Ilien Alain Gadal Bernard Robin                    | Porsche 911 Carrera 2 Cup          | D    | 266   |
| 26     | GT     | 49 | Team Paduwa                                   | Bruno Ilien Alain Gadal Bernard Robin                    | Porsche 3.6L Flat-6                | D    | 266   |
| 27     | GT     | 70 | Eric Graham                                   | Pascal Witmeur Michel Neugarten Jacques Tropenat         | Venturi 500LM                      | D    | 262   |
| 27     | GT     | 70 | Eric Graham                                   | Pascal Witmeur Michel Neugarten Jacques Tropenat         | Renault PRV 3.0L Turbo V6          | D    | 262   |
| 28     | GT     | 91 | Alain Lamouille                               | Patrice Roussel Edouard Sezionale Hervé Rohée            | Venturi 500LM                      | D    | 246   |
| 28     | GT     | 91 | Alain Lamouille                               | Patrice Roussel Edouard Sezionale Hervé Rohée            | Renault PRV 3.0L Turbo V6          | D    | 246   |
| 29     | GT     | 92 | BBA Compétition                               | Jean-Luc Maury-Laribière Michel Krine Patrick Camus      | Venturi 500LM                      | D    | 243   |
| 29     | GT     | 92 | BBA Compétition                               | Jean-Luc Maury-Laribière Michel Krine Patrick Camus      | Renault PRV 3.0L Turbo V6          | D    | 243   |
| 30     | LMP    | 35 | Sport & Immagine SRL                          | Fabio Magnani Luigi Taverna Roberto Ragazzi              | Lucchini SP91                      | ?    | 221   |
| 30     | LMP    | 35 | Sport & Immagine SRL                          | Fabio Magnani Luigi Taverna Roberto Ragazzi              | Alfa Romeo 3.0L V6                 | ?    | 221   |
| 31 DSQ | GT     | 50 | TWR Jaguar Racing                             | John Nielsen David Brabham David Coulthard               | Jaguar XJ220                       | D    | 306   |
| 31 DSQ | GT     | 50 | TWR Jaguar Racing                             | John Nielsen David Brabham David Coulthard               | Jaguar JV6 3.5L Turbo V6           | D    | 306   |
| 32 DNF | C2     | 17 | Joest Porsche Racing                          | Manuel Reuter Frank Jelinski Louis Krages                | Porsche 962C                       | G    | 282   |
| 32 DNF | C2     | 17 | Joest Porsche Racing                          | Manuel Reuter Frank Jelinski Louis Krages                | Porsche Type-935 3.0L Turbo Flat-6 | G    | 282   |
| 33 DNF | LMP    | 34 | Didier Bonnet                                 | Yvan Muller Gérard Tremblay Georges Tessier              | Debora SP93                        | P    | 259   |
| 33 DNF | LMP    | 34 | Didier Bonnet                                 | Yvan Muller Gérard Tremblay Georges Tessier              | Alfa Romeo 3.0L V6                 | P    | 259   |
| 34 DNF | C1     | 37 | Toyota Team Tom's                             | Pierre Henri Raphanel Kenny Acheson Andy Wallace         | Toyota TS010                       | M    | 212   |
| 34 DNF | C1     | 37 | Toyota Team Tom's                             | Pierre Henri Raphanel Kenny Acheson Andy Wallace         | Toyota RV10 3.5L V10               | M    | 212   |
| 35 DNF | GT     | 71 | Jacadi Racing                                 | Jacques Laffite Michel Maisonneuve Christophe Dechavanne | Venturi 500LM                      | D    | 210   |
| 35 DNF | GT     | 71 | Jacadi Racing                                 | Jacques Laffite Michel Maisonneuve Christophe Dechavanne | Renault PRV 3.0L Turbo V6          | D    | 210   |
| 36 DNF | C2     | 15 | Porsche Kremer Racing                         | Almo Coppelli Robin Donovan Steve Fossett                | Porsche 962CK6                     | D    | 204   |
| 36 DNF | C2     | 15 | Porsche Kremer Racing                         | Almo Coppelli Robin Donovan Steve Fossett                | Porsche Type-935 3.0L Turbo Flat-6 | D    | 204   |
| 37 DNF | GT     | 52 | TWR Jaguar Racing                             | Paul Belmondo Jay Cochran Andreas Fuchs                  | Jaguar XJ220                       | D    | 176   |
| 37 DNF | GT     | 52 | TWR Jaguar Racing                             | Paul Belmondo Jay Cochran Andreas Fuchs                  | Jaguar JV6 3.5L Turbo V6           | D    | 176   |
| 38 DNF | C2     | 28 | Roland Bassaler                               | Roland Bassaler Patrick Bourdais Jean-Louis Capette      | Sauber SHS C6                      | G    | 166   |
| 38 DNF | C2     | 28 | Roland Bassaler                               | Roland Bassaler Patrick Bourdais Jean-Louis Capette      | BMW M88 3.5L I6                    | G    | 166   |
| 39 DNF | GT     | 44 | Lotus Sport Chamberlain Engineering           | Richard Piper Olindo Iacobelli Ferdinand de Lesseps      | Lotus Esprit S300                  | D    | 162   |
| 39 DNF | GT     | 44 | Lotus Sport Chamberlain Engineering           | Richard Piper Olindo Iacobelli Ferdinand de Lesseps      | Lotus 2.2L Turbo I4                | D    | 162   |
| 40 DNF | C2     | 27 | Chamberlain Engineering                       | Andy Petery Nick Adams Hervé Regout                      | Spice SE89C                        | G    | 137   |
| 40 DNF | C2     | 27 | Chamberlain Engineering                       | Andy Petery Nick Adams Hervé Regout                      | Ford Cosworth DFZ 3.5L V8          | G    | 137   |
| 41 DNF | C2     | 12 | Courage Compétition                           | Tomoko Yoshikawa Claude Moran Alessandro Gini            | Courage C30LM                      | G    | 108   |
| 41 DNF | C2     | 12 | Courage Compétition                           | Tomoko Yoshikawa Claude Moran Alessandro Gini            | Porsche Type-935 3.0L Turbo Flat-6 | G    | 108   |
| 42 DNF | GT     | 45 | Lotus Sport Chamberlain Engineering           | Yojiro Terada Peter Hardman Thorkild Thyrring            | Lotus Esprit S300                  | D    | 92    |
| 42 DNF | GT     | 45 | Lotus Sport Chamberlain Engineering           | Yojiro Terada Peter Hardman Thorkild Thyrring            | Lotus 2.2L Turbo I4                | D    | 92    |
| 43 DNF | GT     | 56 | Stéphane Ratel                                | Costas Los Johannes Bardutt Claude Brana                 | Venturi 500LM                      | D    | 80    |
| 43 DNF | GT     | 56 | Stéphane Ratel                                | Costas Los Johannes Bardutt Claude Brana                 | Renault PRV 3.0L Turbo V6          | D    | 80    |
| 44 DNF | GT     | 46 | Le Mans Porsche Team                          | Walter Röhrl Hans Joachim Stuck Hurley Haywood           | Porsche 911 Turbo S LM             | G    | 79    |
| 44 DNF | GT     | 46 | Le Mans Porsche Team                          | Walter Röhrl Hans Joachim Stuck Hurley Haywood           | Porsche 3.2L Turbo Flat-6          | G    | 79    |
| 45 DNF | GT     | 76 | Cartronic Motorsport                          | Enzo Calderari Luigino Pagotto Lilian Bryner             | Porsche 911 Carrera 2 Cup          | P    | 64    |
| 45 DNF | GT     | 76 | Cartronic Motorsport                          | Enzo Calderari Luigino Pagotto Lilian Bryner             | Porsche 3.6L Flat-6                | P    | 64    |
| 46 DNF | GT     | 48 | Team Paduwa                                   | Harald Grohs Jean-Paul Libert Didier Theys               | Porsche 911 Carrera 2 Cup          | D    | 8     |
| 46 DNF | GT     | 48 | Team Paduwa                                   | Harald Grohs Jean-Paul Libert Didier Theys               | Porsche 3.6L Flat-6                | D    | 8     |
| 47 DNF | GT     | 51 | TWR Jaguar Racing                             | Armin Hahne Win Percy David Leslie                       | Jaguar XJ220                       | D    | 6     |
| 47 DNF | GT     | 51 | TWR Jaguar Racing                             | Armin Hahne Win Percy David Leslie                       | Jaguar JV6 3.5L Turbo V6           | D    | 6     |
| DNS    | GT     | 72 | Simpson Engineering                           | Robin Smith Stefano Sebastiani Tetsuya Ota               | Ferrari 348 LM                     | P    | -     |
| DNS    | GT     | 72 | Simpson Engineering                           | Robin Smith Stefano Sebastiani Tetsuya Ota               | Ferrari 3.4L V8                    | P    | -     |

### Statistika
- Najboljši štartni položaj - #2 Peugeot Talbot Sport - 3:24.940
- Najhitrejši krog - #36 Toyota Team Tom's - 3:27.470
- Razdalja - 5100.0km
- Povprečna hitrost - 213.358km/h